# Albin Schmalfuß

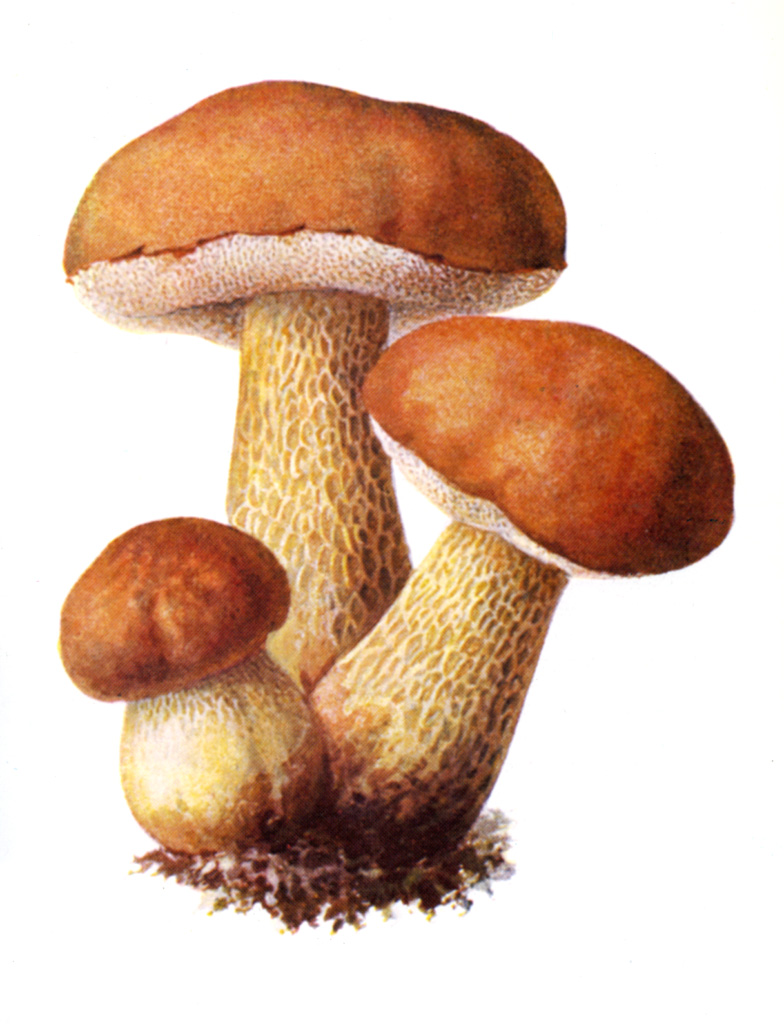
Gallenröhrling, aus Michaels Führer für Pilzfreunde, 1897

Albin Schmalfuß (gest. nach 1895) war ein deutscher Kunstmaler.

## Leben
Schmalfuß besuchte eine Lehre als Musterzeichner in Plauen und ließ sich als Kunstmaler in Leipzig nieder. Er wurde von Edmund Michael, einem Lehrer an der Landwirtschaftsschule zu Auerbach/Vogtl., beauftragt, unter dessen Anleitung und in dessen Wohnung alle Abbildungen für seinen erstmals im Juli 1895 erschienenen Führer für Pilzfreunde zu zeichnen. Die so entstandenen Abbildungen machten Schmalfuß international bekannt, da der Pilzführer in zahlreichen Auflagen auch im Ausland eine große Verbreitung fand.

## Werk
- Edmund Michael, Albin Schmalfuß (Ill.): Führer für Pilzfreunde. 181.–200. Tsd., Quelle & Meyer, Leipzig 1941.